# 문맥압
문맥압(門脈壓, portal venous pressure) 또는 간문맥압(肝門脈壓)은 간문맥의 혈압으로, 정상적으로는 5~10mmHg이다. 문맥압이 올라가면 문맥고혈압이라고 하며, 복수나 간성 뇌증 등 여러 가지 합병증이 나타날 수 있다.

## 쐐기간정맥압
쐐기간정맥압(wedged hepatic venous pressure, WHVP, 폐색간정맥압) 또는 간정맥쐐기압은 실제 간문맥의 압력이 아닌, 간 동굴모세혈관 압력(hepatic sinusoidal pressure)을 반영하여 문맥압을 추정한다. 간정맥에 풍선 카테터를 삽입하여 몸쪽의 정지된 혈액 압력을 측정하여 쐐기간정맥압을 알아낸다. 간경변증이 없는 환자의 경우 쐐기간정맥압은 문맥압을 실제보다 약간 낮게 추정하는 경향이 있으나, 그 차이는 임상적으로 미미하다. 간경변증이 있는 환자에서는 동굴모세혈관 간의 교통이 방해를 받아 동굴모세혈관 압력(sinusoidal pressure) 평형이 유지되지 못하고, 그 결과 쐐기간정맥압이 보다 문맥압을 정확히 측정하는 수단이 된다.

## 간정맥압력차
간정맥압력차(hepatic venous pressure gradient, HVPG) 또는 간정맥압력경사는 쐐기간정맥압과 자유간정맥압(free hepatic venous pressure, FHVP, 자유문맥압) 간의 압력차로, 따라서 간문맥과 아래대정맥 사이 압력차의 추정치이다. 자유간정맥압은 간정맥과 아래대정맥의 경계부에서 측정한다. 간정맥압력차가 5mmHg 이상인 경우 문맥고혈압으로 정의되며, 10mmHg를 넘는다면 임상적으로 심각한 문맥고혈압이라고 한다. 12mmHg를 넘는 경우 정맥류의 출혈이 일어날 수 있다. 널리 시행되지는 않지만 만성 간질환 환자에서 간정맥압력차 측정이 치료 반응을 감시하기 위해 권고되기도 한다.

## 같이 보기
- 스탈링 방정식
- 콩팥혈류량(신장혈류량)